# Natpis biskupa Donata na sarkofagu svete Stošije
Natpis biskupa Donata na sarkofagu svete Stošije je mramorna ploča veličine 97×57×48 cm i sastavni dio sarkofaga svete Stošije. Sarkofag je dao izraditi zadarski biskup Donat za moći svete Anastazije (Stošije), koje su donešene iz Carigrada u Zadar. Naime, biskup Donat smatrao je sv. Anastaziju sirmijskom mučenicom. Cijeli sarkofag je jednostavnog kasnoantičkog oblika; kamena škrinja s poklopcem u obliku krova na dvije vode. Na tom krovu nalazi se tekst uklesan rustikalnom kapitalom na latinskom jeziku: 
  U prijevodu na hrvatski jezik: 
  Riječju peccatur biskup Donat sam sebe naziva grješnikom. Na zabatu krova uklesan je križ širokih krakova, a ispod je dio teksta koji opet spominje Donata. Igra riječima De donis/Dei/Donatus/pecatur/episcopus i u tako ratkom natpisu pokazuje žive utjecaje novih vrsta književnog izražavanja (asonance, aliteracije) koje je biskup Donat iz Njemačke donio u Zadar.[nedostaje izvor]
Danas se sarkofag čuva u katedrali svete Stošije u gradu Zadru.